# ويليام جيوك

وليام فرانسيس جياوك

وليام جيوك (بالإنجليزية: William Francis Giauque)‏ ولد في 12 ماي 1895 بمدينة شلالات نيجرا في انتاريو الكندية وتوفي في 28 مارس 1982. ولد لأبوين أمريكين كان يعيشان في كندا ثم عادا إلى الولايات المتحدة. درس في مدينة ميشيغان.
تحصل على جائزة نوبل في الكيمياء لسنة 1949 لعمله على خصائص المادة عند اقتراب حرارتها من الصفر المطلق.

## روابط خارجية
- ويليام جيوك على موقع الموسوعة البريطانية (الإنجليزية)
- ويليام جيوك على موقع مونزينجر (الألمانية)
- ويليام جيوك على موقع إن إن دي بي (الإنجليزية)